# Sougy-sur-Loire
Sougy-sur-Loire är en kommun i departementet Nièvre i regionen Bourgogne-Franche-Comté i de centrala delarna av Frankrike. Kommunen ligger i kantonen La Machine som tillhör arrondissementet Nevers. År 2022 hade Sougy-sur-Loire 590 invånare.

## Befolkningsutveckling
Antalet invånare i kommunen Sougy-sur-Loire
| Referens: INSEE |